# 攻占罗马
攻占罗马（1870年9月20日）是意大利统一，又称“复兴运动”漫长进程的最终事件，教宗庇护九世为首的教宗国被击败，统一的意大利半岛处于維托里奧·埃馬努埃萊二世为首的意大利王国统治下，今天，意大利各地大小城镇九月二十日街（Via XX Settembre）的街名非常普遍，纪念这一事件。

## 背景

### 第二次意大利独立战争

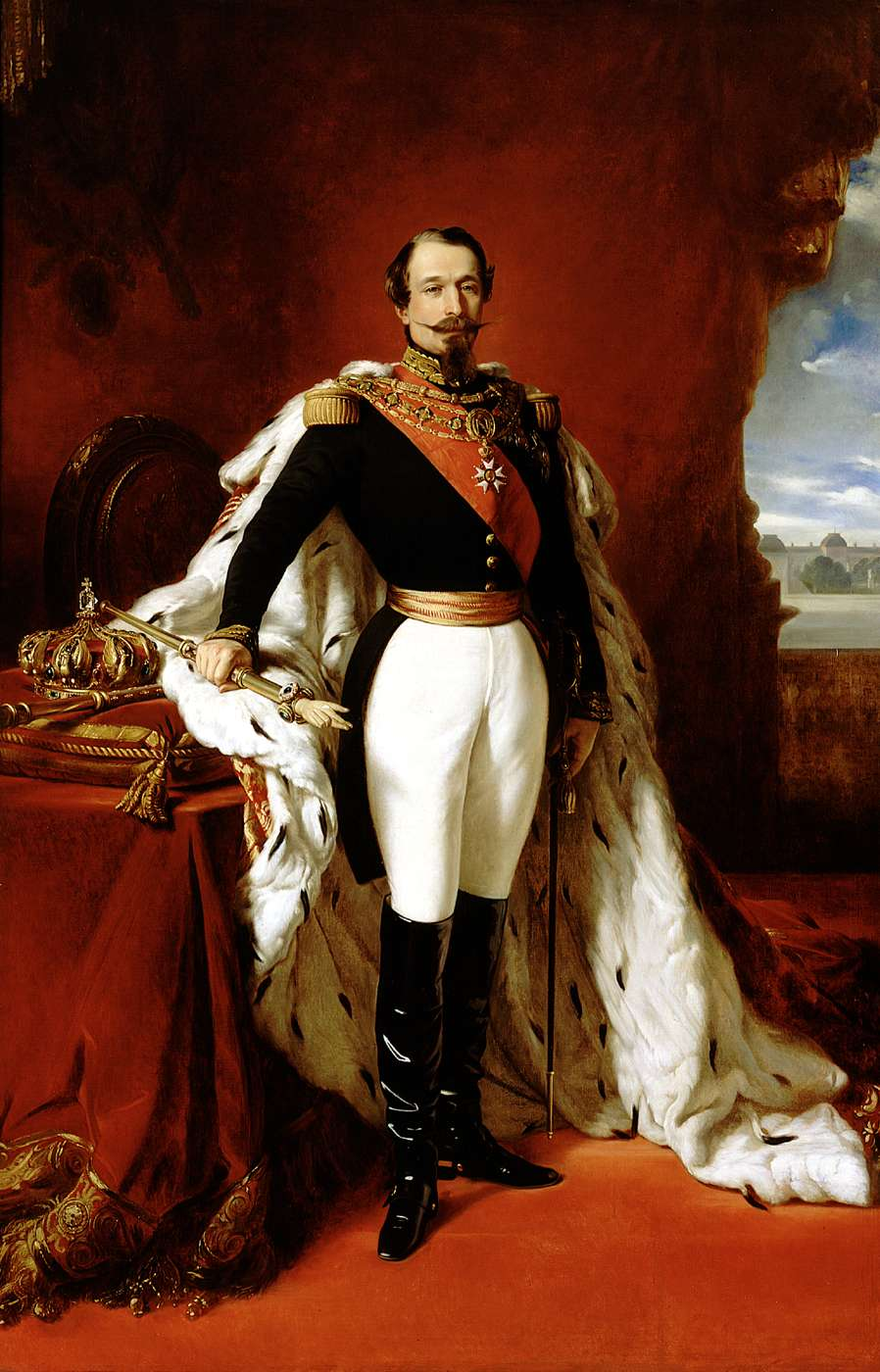
拿破仑三世像

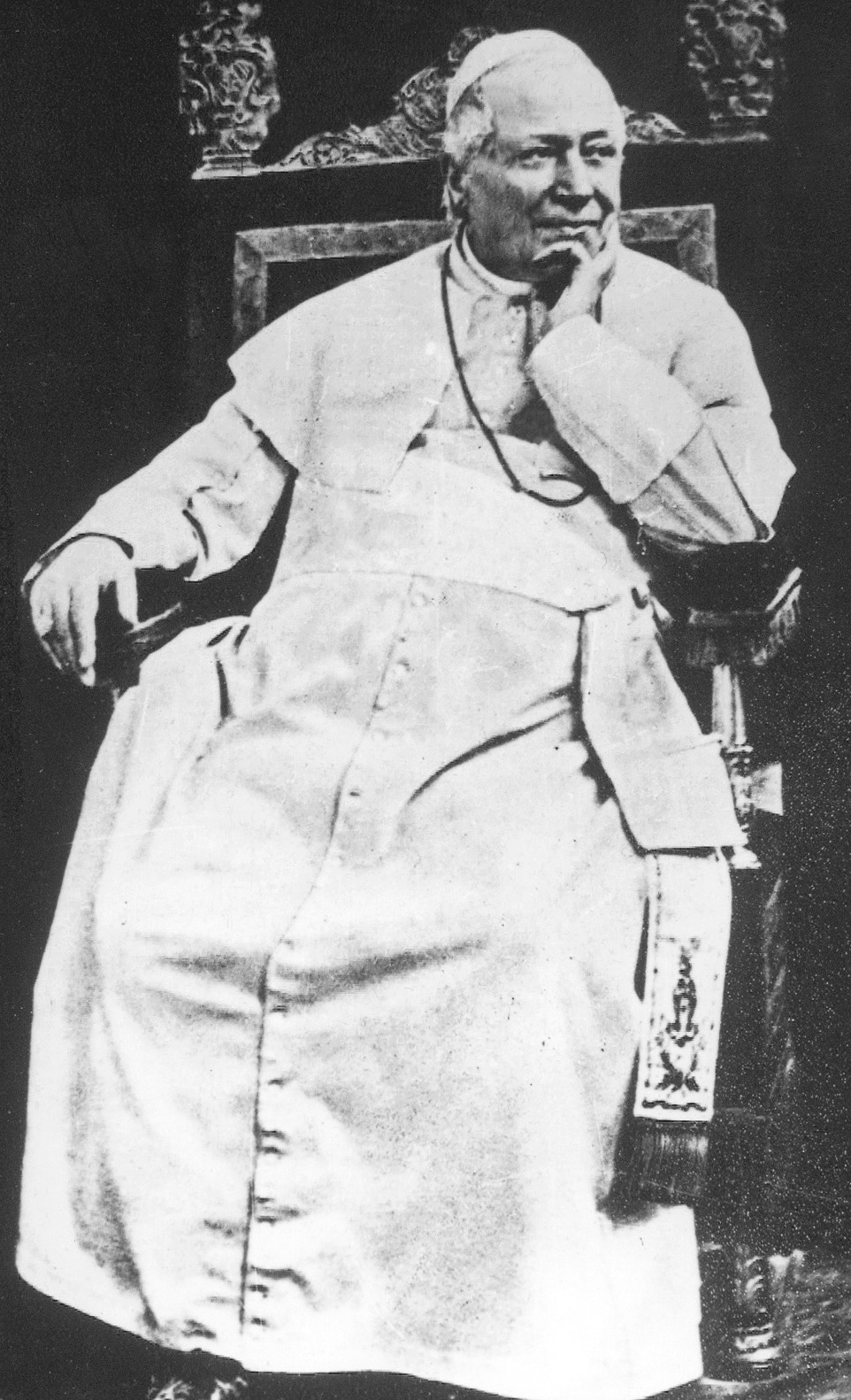
庇护九世

在第二次意大利独立战争期间，教宗国的大部分领土已经被皮埃蒙特军队占领。1861年3月，意大利王国成立，第一届意大利国会在都灵召开，宣布罗马为意大利王国的首都。但是，拿破仑三世派遣一支军队驻扎罗马保护教宗庇护九世。1869至1870年，第一次梵蒂岡大公會議仍在罗马召开，宣布教宗無誤論。

### 普法战争
1870年7月，普法战争爆发，8月初，拿破仑三世召回了在罗马的法国驻军。廣泛的示威遊行要求意大利政府占领罗马。9月1日，法军在色當會戰中被普魯士王國打败，拿破仑三世投降，法兰西第二帝国瓦解，情势发生戏剧性转变。埃馬努埃萊二世派人送信給庇護九世，並提出一個體面的建議，容許意大利軍隊以保護教宗的名义和平進入羅馬，遭到教宗的拒绝。意大利軍隊在卡多納將軍指揮下，在9月11日跨越邊界，並緩慢地向羅馬推進。意軍於19日來到奧勒良城牆，並包圍了羅馬。儘管庇護九世已無勝利之望，但他仍然不肯妥協，強逼他的13157名軍隊（来自瑞士、法国、奥地利、荷兰、西班牙等国）進行象徵性抵抗。20日，經過3小時對城牆的炮轟，城牆被炸開一個缺口，意軍進入羅馬。49名意軍士兵、4名軍官及19名教宗國士兵死亡。在10月2日的公投後，羅馬及拉齊奧被併入意大利王國。
原本意大利政府想讓教宗保留利奧城牆，但教宗拒絕這個條件，因為如果接受的話，就暗示他對意大利王國吞併他的領地作出法律支持。庇護九世宣稱自己是「梵蒂岡之囚」，儘管他出入並無受限制。對教宗來說，失去他以往的世俗權力，使他失去了自我保護的方法。若他走到羅馬的街頭上，他可能會遇到危險，特別是從一些以往隱瞞他們政治上反對教宗的人。1871年7月，意大利政府正式由佛羅倫斯遷都至羅馬。

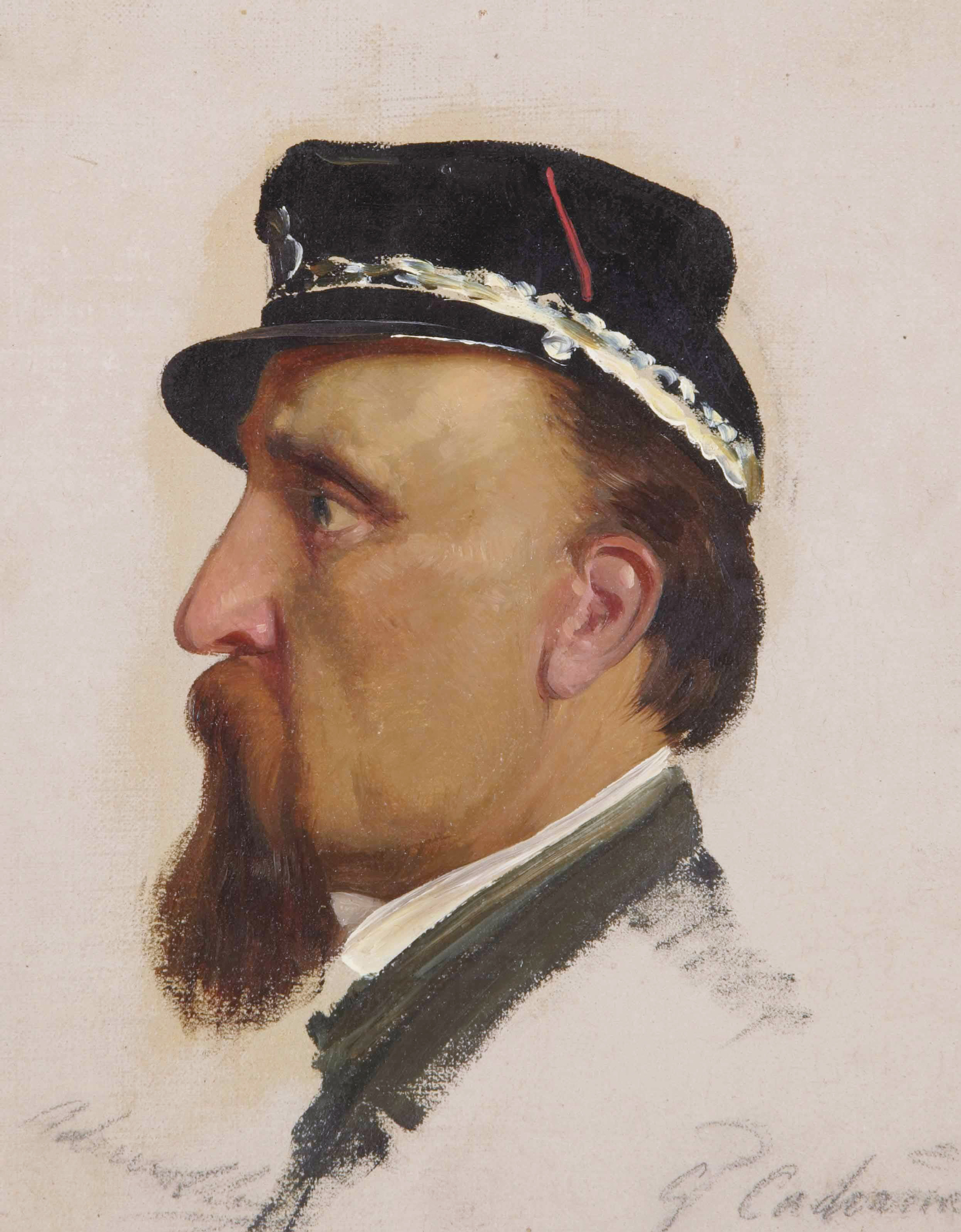
卡多納將軍

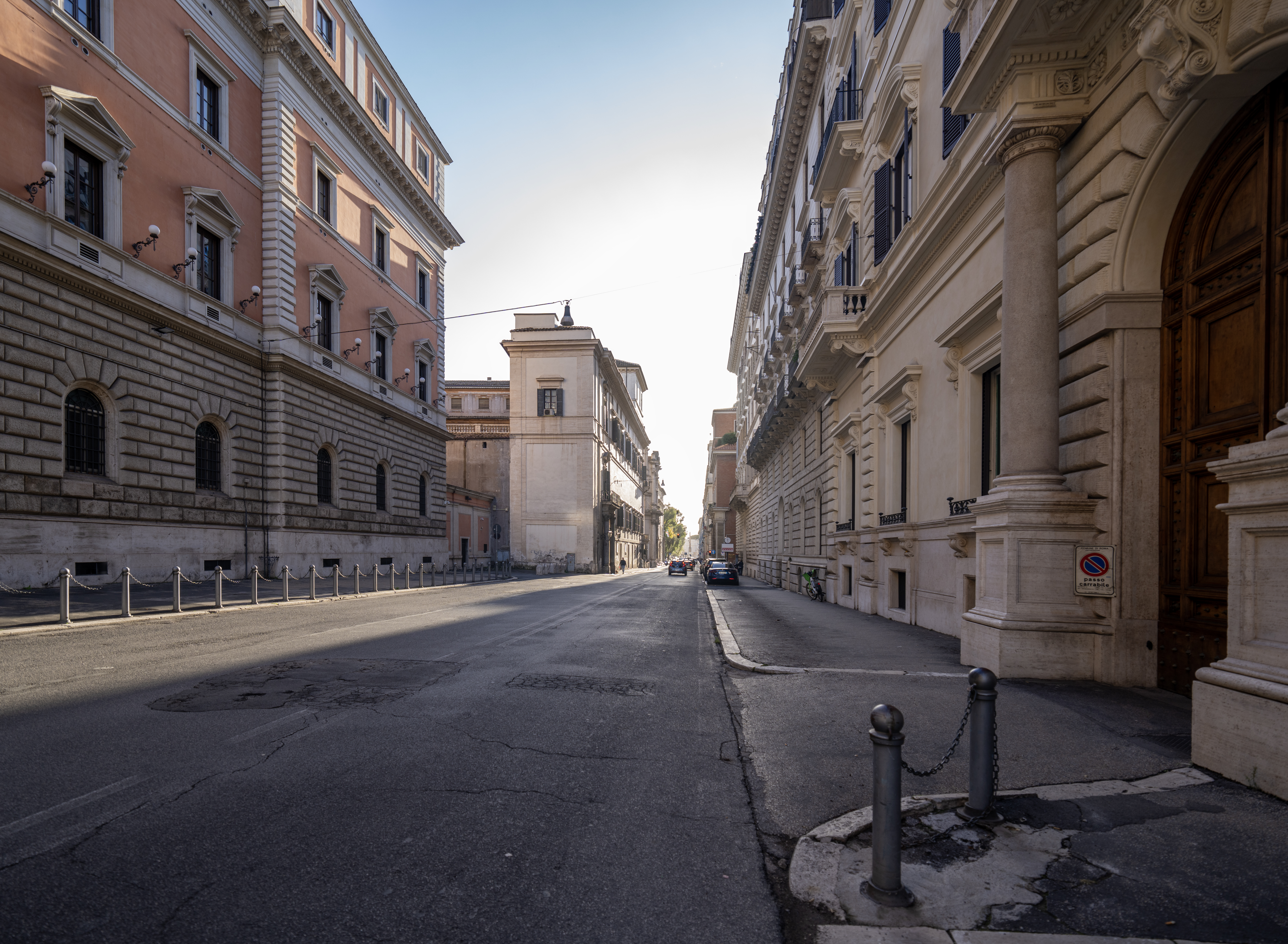
罗马九月二十日街